# Блощаненко Антон Федорович
Антон Федорович Блощаненко (нар. 1904, село Ємчиха, тепер Миронівського району Київської області — 1968, село Ємчиха Миронівського району Київської області) — радянський діяч, голова виконавчого комітету Приморської крайової ради депутатів трудящих. Депутат Верховної Ради СРСР 2-го скликання. Депутат Верховної Ради Латвійської РСР 3—4-го скликань.

## Біографія
Народився в бідній селянській родині. З семирічного віку пас худобу, наймитував у поміщика. У 1921 році закінчив семирічну сільську школу.
У 1922 році вступив до комсомолу. Працював секретарем комсомольського осередку села Ємчихи, був завідувачем хати-читальні.
З 1922 року навчався у агропрофшколі. Після закінчення агропрофшколи брав участь в організації сільськогосподарської артілі імені Шевченка.
Член ВКП(б) з 1926 року.
До 1930 року — завідувач Миронівського районного фінансового відділу. У 1930—1933 роках — завідувач Миронівського районного земельного відділу Київської області.
З 1934 по 1938 рік — директор Нестеровської машинно-тракторної станції Пограничного району Далекосхідного краю; директор Суйфунської машинно-тракторної станції Уссурійського району Далекосхідного (Приморського) краю.
У 1938 році — голова виконавчого комітету Ворошиловської районної ради депутатів трудящих Приморського краю.
У 1938—1940 роках — завідувач сільськогосподарського відділу Усурійського обласного комітету ВКП(б); начальник Приморського крайового земельного відділу.
У 1940—1943 роках — заступник голови виконавчого комітету Приморської крайової ради депутатів трудящих.
У січні — жовтні 1943 року — голова виконавчого комітету Усурійської обласної ради депутатів трудящих.
У жовтні 1943 — червні 1947 року — голова виконавчого комітету Приморської крайової ради депутатів трудящих.
З 1947 по 1948 рік навчався у Вищій партійній школі при ЦК ВКП(б).
З 1948 року — уповноважений Міністерства заготівель СРСР по Латвійській РСР. До 1955 року — заступник міністра сільського господарства Латвійської РСР.
У 1955—1959 роках — голова колгоспу імені Шевченка села Ємчихи Старченківського району Київської області.
Похований у рідному селі.

## Нагороди
- орден «Знак Пошани» (26.02.1958)
- орден Вітчизняної війни 1-го ст. (1945)